# French Open-mesterskabet i herredouble 2023
French Open-mesterskabet i herredouble 2023 var den 122. turnering om French Open-mesterskabet i herredouble. Turneringen var en del af French Open 2023 og bliver spillet i Stade Roland Garros i Paris, Frankrig i perioden 30. maj - 10. juni 2023 med deltagelse af 64 par.
Mesterskabet blev vundet af Ivan Dodig og Austin Krajicek, som i finalen besejrede Sander Gillé og Joran Vliegen med 6-3, 6-1. Dodig vandt dermed French Open-mesterskabet i herredouble for anden gang, idet han i 2015 havde vundet titlen med Marcelo Melo som makker, og triufen var hans tredje grand slam-titel i herredouble, da han tidligere også havde vundet Australian Open-titlen. Sejren bragte Dodig op på syv grand slam-titler i karrieren, eftersom han også havde fire mixed double-titler på cv'et. Austin Krajicek vandt sin første grand slam-titel i karrieren. Dodig og Krajicek vandt deres første grand slam-titel som makkere, og de var i French Open-finalen for andet år i træk. Året før havde de tabt slutkampen til Marcelo Arévalo og Jean-Julien Rojer.
Siden Ruslands invasion af Ukraine i begyndelsen af 2022 havde tennissportens styrende organer, WTA, ATP, ITF og de fire grand slam-turneringer, tilladt, at spillere fra Rusland og Hviderusland fortsat kunne deltage i grand slam-turneringer samt turneringer på ATP Tour og WTA Tour, men de kunne ikke stille op under landenes navne eller flag, og spillerne fra de to lande deltog derfor i turneringen under neutralt flag.

## Pengepræmier og ranglistepoint
Den samlede præmiesum til spillerne i herredouble androg € 2.821.000 (ekskl. per diem), hvilket var en stigning på 4 % i forhold til året før.
| Resultat (antal par)   | Pengepræmier | Pengepræmier | Ændring ift. 2022 | ATP-point |
| Resultat (antal par)   | Pr. par      | Total        | Ændring ift. 2022 | ATP-point |
| ---------------------- | ------------ | ------------ | ----------------- | --------- |
| Vindere (1)            | € 590.000    | € 590.000    | +1,7 %            | 2.000     |
| Finalister (1)         | € 295.000    | € 295.000    | +1,7 %            | 1.200     |
| Semifinalister (2)     | € 148.000    | € 296.000    | +1,4 %            | 720       |
| Kvartfinalister (4)    | € 80.000     | € 320.000    | +0,6 %            | 360       |
| Tabere i 3. runde (8)  | € 43.000     | € 344.000    | +2,4 %            | 180       |
| Tabere i 2. runde (16) | € 27.000     | € 432.000    | +8,0 %            | 90        |
| Tabere i 1. runde (32) | € 17.000     | € 544.000    | +9,7 %            | 0         |
| Samlet præmiesum       | -            | € 2.821.000  | +4,0 %            | -         |

## Turnering

### Deltagere
Hovedturneringen har deltagelse af 64 par, der er fordelt på:
- 57 direkte kvalificerede par i form af deres ranglisteplacering.
- 7 par, der har modtaget et wildcard.

#### Seedede par
De 16 bedst placerede af parrene på ATP's verdensrangliste blev seedet:
| Seedning | Rangering | Rangering | Spillere                                 | Resultat      |
| Seedning | Sum       | Ind.      | Spillere                                 | Resultat      |
| -------- | --------- | --------- | ---------------------------------------- | ------------- |
| 1        | 2         | 1         | Wesley Koolhof Neal Skupski              | Kvartfinalist |
| 2        | 7         | 3 4       | Rajeev Ram Joe Salisbury                 | Tredje runde  |
| 3        | 12        | 6         | Marcelo Arévalo Jean-Julien Rojer        | Kvartfinalist |
| 4        | 14        | 9 5       | Ivan Dodig Austin Krajicek               | Mestre        |
| 5        | 20        | 10        | Lloyd Glasspool Harri Heliövaara         | Tredje runde  |
| 6        | 26        | 9 17      | Rohan Bopanna Matthew Ebden              | Første runde  |
| 7        | 26        | 14 12     | Hugo Nys Jan Zieliński                   | Anden runde   |
| 8        | 28        | 15 13     | Nikola Mektić Mate Pavić                 | Første runde  |
| 9        | 34        | 18 16     | Santiago González Édouard Roger-Vasselin | Tredje runde  |
| 10       | 42        | 22 20     | Marcel Granollers Horacio Zeballos       | Semifinalist  |
| 11       | 49        | 26 23     | Kevin Krawietz Tim Pütz                  | Kvartfinalist |
| 12       | 52        | 24 28     | Matwé Middelkoop Andreas Mies            | Semifinalist  |
| 13       | 55        | 36 19     | Jamie Murray Michael Venus               | Tredje runde  |
| 14       | 55        | 30 25     | Máximo González Andrés Molteni           | Kvartfinalist |
| 15       | 60        | 33 27     | Rinky Hijikata Jason Kubler              | Første runde  |
| 16       | 63        | 31 32     | Nathaniel Lammons Jackson Withrow        | Første runde  |

#### Wildcards
Syv par modtog et wildcard til hovedturneringen.
| Par                                       | Resultat     |
| ----------------------------------------- | ------------ |
| Dan Added Albano Olivetti                 | Første runde |
| Théo Arribagé Luca Sanchez                | Anden runde  |
| Enzo Couacaud Arthur Rinderknech          | Første runde |
| Jonathan Eysseric Harold Mayot            | Anden runde  |
| Arthur Fils Giovanni Mpetshi Perricard    | Første runde |
| Richard Gasquet Lucas Pouille             | Første runde |
| Sascha Gueymard Wayenburg Luca Van Assche | Første runde |

### Resultater

#### Kvartfinaler, semifinaler og finale
| Wesley Koolhof |
| Neal Skupski   |

| Marcel Granollers |
| Horacio Zeballos  |

| Marcel Granollers |
| Horacio Zeballos  |

| Ivan Dodig      |
| Austin Krajicek |

| Ivan Dodig      |
| Austin Krajicek |

| Kevin Krawietz |
| Tim Pütz       |

| Ivan Dodig      |
| Austin Krajicek |

| Matwé Middelkoop |
| Andreas Mies     |

| Sander Gillé  |
| Joran Vliegen |

| Marcelo Arévalo   |
| Jean-Julien Rojer |

| Matwé Middelkoop |
| Andreas Mies     |

| Sander Gillé  |
| Joran Vliegen |

| Sander Gillé  |
| Joran Vliegen |

| Máximo González |
| Andrés Molteni  |

#### Første, anden og tredje runde
| Wesley Koolhof |
| Neal Skupski   |

| Gonzalo Escobar |
| Andrej Golubev  |

| Wesley Koolhof |
| Neal Skupski   |

| Pedro Cachín |
| Wu Yibing    |

| Pedro Cachín |
| Wu Yibing    |

| S. Gueymard Wayenburg |
| Luca Van Assche       |

| Wesley Koolhof |
| Neal Skupski   |

| Albert Ramos-Viñolas    |
| Bernabé Zapata Miralles |

| Aleksandr Nedovjesov |
| M.Á. Reyes-Varela    |

| Ariel Behar   |
| Adam Pavlásek |

| Ariel Behar   |
| Adam Pavlásek |

| Aleksandr Nedovjesov |
| M.Á. Reyes-Varela    |

| Aleksandr Nedovjesov |
| M.Á. Reyes-Varela    |

| Nathaniel Lammons |
| Jackson Withrow   |

| Marcel Granollers |
| Horacio Zeballos  |

| Tallon Griekspoor |
| Bart Stevens      |

| Marcel Granollers |
| Horacio Zeballos  |

| Thanasi Kokkinakis |
| Jan-Lennard Struff |

| Simone Bolelli |
| Fabio Fognini  |

| Simone Bolelli |
| Fabio Fognini  |

| Marcel Granollers |
| Horacio Zeballos  |

| Marcelo Melo |
| John Peers   |

| Marcelo Melo |
| John Peers   |

| William Blumberg  |
| Miomir Kecmanović |

| Marcelo Melo |
| John Peers   |

| Richard Gasquet |
| Lucas Pouille   |

| Hugo Nys      |
| Jan Zieliński |

| Hugo Nys      |
| Jan Zieliński |

| Ivan Dodig      |
| Austin Krajicek |

| Sebastián Báez  |
| Guillermo Durán |

| Ivan Dodig      |
| Austin Krajicek |

| Marc-Andrea Hüsler |
| Nicolás Jarry      |

| Marc-Andrea Hüsler |
| Nicolás Jarry      |

| Marcelo Demoliner |
| Andrea Vavassori  |

| Ivan Dodig      |
| Austin Krajicek |

| Max Purcell |
| Ben Shelton |

| Francisco Cabral |
| Rafael Matos     |

| Julian Cash  |
| Henry Patten |

| Max Purcell |
| Ben Shelton |

| Francisco Cabral |
| Rafael Matos     |

| Francisco Cabral |
| Rafael Matos     |

| Rinky Hijikate |
| Jason Kubler   |

| Kevin Krawietz |
| Tim Pütz       |

| Victor Vlad Cornea |
| Zhang Zhizhen      |

| Kevin Krawietz |
| Tim Pütz       |

| Romain Arneodo |
| Sam Weissborn  |

| Romain Arneodo |
| Sam Weissborn  |

| Robin Haase    |
| Philipp Oswald |

| Kevin Krawietz |
| Tim Pütz       |

| Arthur Fils          |
| G. Mpetshi Perricard |

| Sadio Doumbia |
| Fabien Reboul |

| Théo Arribagé |
| Luca Sanchez  |

| Théo Arribagé |
| Luca Sanchez  |

| Sadio Doumbia |
| Fabien Reboul |

| Sadio Doumbia |
| Fabien Reboul |

| Rohan Bopanna |
| Matthew Ebden |

| Lloyd Glasspool  |
| Harri Heliövaara |

| Alexander Erler |
| Lucas Miedler   |

| Lloyd Glasspool  |
| Harri Heliövaara |

| Sriram Balaji         |
| Jeevan Nedunchezhiyan |

| Ilja Ivasjka   |
| Alexei Popyrin |

| Ilja Ivasjka   |
| Alexei Popyrin |

| Lloyd Glasspool  |
| Harri Heliövaara |

| Jonathan Eysseric |
| Harold Mayot      |

| Matwé Middelkoop |
| Andreas Mies     |

| Christopher Eubanks |
| John-Patrick Smith  |

| Jonathan Eysseric |
| Harold Mayot      |

| Aleksandr Bublik |
| Márton Fucsovics |

| Matwé Middelkoop |
| Andreas Mies     |

| Matwé Middelkoop |
| Andreas Mies     |

| Jamie Murray  |
| Michael Venus |

| David Hidalgo        |
| David Vega Hernández |

| Jamie Murray  |
| Michael Venus |

| Guido Andreozzi         |
| Tomás Martín Etcheverry |

| Juan Sebastián Cabal |
| Robert Farah         |

| Juan Sebastián Cabal |
| Robert Farah         |

| Jamie Murray  |
| Michael Venus |

| Dan Added       |
| Albano Olivetti |

| Marcelo Arévalo   |
| Jean-Julien Rojer |

| Nicolás Barrientos |
| Robert Galloway    |

| Nicolás Barrientos |
| Robert Galloway    |

| Petros Tsitsipas   |
| Stefanos Tsitsipas |

| Marcelo Arévalo   |
| Jean-Julien Rojer |

| Marcelo Arévalo   |
| Jean-Julien Rojer |

| Nikola Mektić |
| Mate Pavić    |

| Sander Gillé  |
| Joran Vliegen |

| Sander Gillé  |
| Joran Vliegen |

| Roman Jebavý        |
| Luis David Martínez |

| Roman Jebavý        |
| Luis David Martínez |

| Thiago Monteiro     |
| Juan Pablo Varillas |

| Sander Gillé  |
| Joran Vliegen |

| Enzo Couacaud      |
| Arthur Rinderknech |

| Santiago González      |
| Édouard Roger-Vasselin |

| Yuki Bhambri  |
| Saketh Myneni |

| Yuki Bhambri  |
| Saketh Myneni |

| André Göransson |
| Ben McLachlan   |

| Santiago González      |
| Édouard Roger-Vasselin |

| Santiago González      |
| Édouard Roger-Vasselin |

| Máximo González |
| Andrés Molteni  |

| Jérémy Chardy  |
| Fabrice Martin |

| Máximo González |
| Andrés Molteni  |

| Pierre-Hugues Herbert |
| Nicolas Mahut         |

| Marcos Giron       |
| Mackenzie McDonald |

| Marcos Giron       |
| Mackenzie McDonald |

| Máximo González |
| Andrés Molteni  |

| Lloyd Harris  |
| Raven Klaasen |

| Rajeev Ram    |
| Joe Salisbury |

| R. Carballés Baena |
| Jaume Munar        |

| R. Carballés Baena |
| Jaume Munar        |

| Hugo Dellien |
| Guido Pella  |

| Rajeev Ram    |
| Joe Salisbury |

| Rajeev Ram    |
| Joe Salisbury |